# Saltério de Westminster

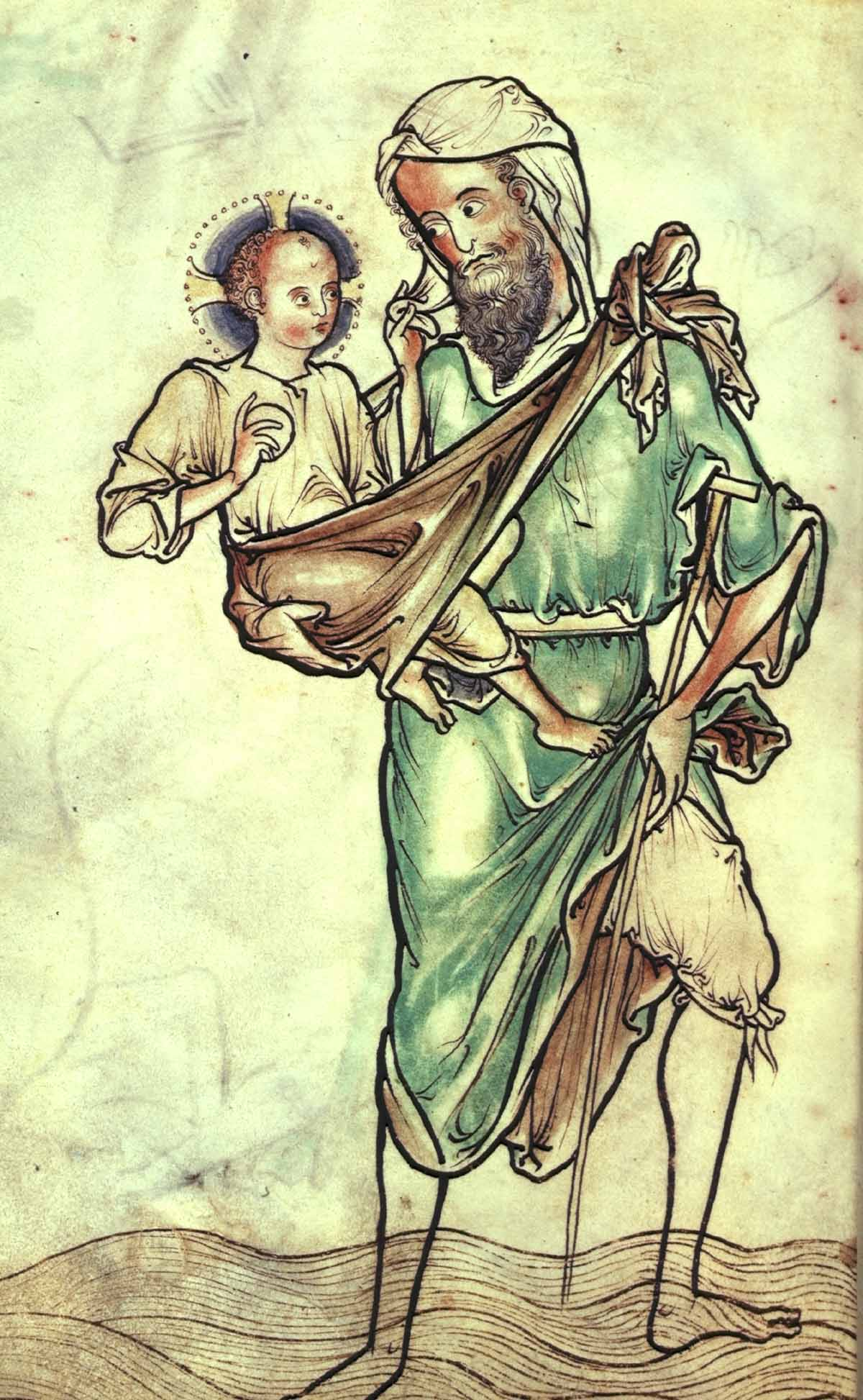
São Cristóvão da Lícia carregando o Menino Jesus

O Saltério de Westminster é um saltério da Inglaterra medieval, associado à abadia de Westminster. Seu estilo de iluminura, um dos mais refinados do período, sugere uma comissão no início do século XIII, com referências externas ao livro em um inventário do século XIV e orações posteriores adicionadas até o século XV evidenciando seu uso contínuo pela abadia. Aparece em um inventário de 1540, aquando da Dissolução dos Mosteiros, tendo história algo obscura após este ponto, sabendo-se apenas que chegou a ser adquirido por John Theyer no século XVII e foi enfim doado por Jorge II ao recém-fundado Museu Britânico em 1757.